# Miss Portugal
Miss Portugal foi um concurso de beleza feminino criado em 1959, que se realizava anualmente na capital portuguesa, Lisboa. Tinha o objetivo de eleger as representantes da beleza lusitana para o Miss Universo. 

## Vencedoras
| Ano  | Representante              | Distrito       | Classificação |
| 2001 | Cláudia Borges             | Lisboa         |               |
| 2000 | Gilda Pé-Curto             | Lisboa         |               |
| 1999 | Joana Teixeira             | Castelo Branco |               |
| 1998 | Márcia Vasconcellos        | Braga          |               |
| 1997 | Icília Silva Berenguel     | Lisboa         |               |
| 1996 | Ana Mafalda Schaefer       | Lisboa         |               |
| 1995 | Suzana Leitão Robalo       | Lisboa         |               |
| 1994 | Leonor Filipa Corrêia Leal | Lisboa         |               |
| 1993 | Ana Luísa Barbosa Moreira  | Porto          |               |
| 1992 | Fernanda Manuela Santos    | Lisboa         |               |
| 1991 | Maria do Carmo Ramalho     | Lisboa         |               |
| 1990 | Filomena Miranda Marques   | Lisboa         |               |
| 1989 | Maria Angélica Mira Rosado | Lisboa         |               |
| 1988 | Helena da Cunha Laureano   | Setúbal        |               |
| 1987 | Paula Isabel de Souza      | Lisboa         |               |
| 1986 | Elsa Maria Rodrigues       | Lisboa         |               |
| 1985 | Fátima Raimundo            | Lisboa         |               |
| 1984 | Leonor Mendes              | Lisboa         |               |
| 1983 | Cesaltina da Silva         | Lisboa         |               |
| 1982 | Suzana Walker Dias         | Lisboa         |               |
| 1979 | Ana Gonçalves Vieira       | Lisboa         |               |
| 1973 | Maria Helena Martins       | Lisboa         |               |
| 1972 | Anita Marques              | Moçambique     |               |
| 1971 | Paula de Almeida           | Moçambique     | 3º. Lugar     |
| 1970 | Ana Maria Lucas            | Lisboa         |               |
| 1967 | Teresa Amaro               | Moçambique     |               |
| 1964 | Rolanda Campos             | Lisboa         |               |
| 1963 | Maria Penedo               | Lisboa         |               |
| 1962 | Palmira Ferreira           | Lisboa         |               |
| 1959 | Maria Teresa Mota          | Lisboa         |               |

| Ano  | Representante                | Distrito        | Classificação |
| 2002 | Iva C. Lamarão               | Aveiro          |               |
| 2001 | Telma de Jesus               | Setúbal         |               |
| 2000 | Licínia Macêdo               | Ilha da Madeira |               |
| 1999 | Marisa Ferreira              | Santarém        |               |
| 1998 | Icília Berenguel             | Lisboa          |               |
| 1997 | Lara Antunes                 | Lisboa          |               |
| 1996 | Rita Carvalho                | Bragança        |               |
| 1995 | Adriana Iria                 | Faro            |               |
| 1994 | Mônica Sofia Borges          | Lisboa          |               |
| 1993 | Carla Marisa da Cruz         | Angola          |               |
| 1992 | Maria Fernanda da Silva      | Lisboa          |               |
| 1990 | Maria Angélica M. Rosado     | Setúbal         |               |
| 1989 | Ana Francisca Gonçalves      | Lisboa          |               |
| 1988 | Isabel Rodrigues Martins     | Lisboa          |               |
| 1987 | Noélia Cristina Chaves       | Lisboa          |               |
| 1986 | Mariana Dias Carriço         | Lisboa          |               |
| 1985 | Alexandra Paula Mota         | Lisboa          |               |
| 1984 | Maria de Fátima Jardim       | Lisboa          |               |
| 1983 | Anabela Elisa Visenjou       | Lisboa          |               |
| 1982 | Ana Maria Valdiz Wilson      | Lisboa          |               |
| 1981 | Ana Paula Machado Moura      | Lisboa          |               |
| 1979 | Marta Maria Mendonça de G.   | Lisboa          |               |
| 1974 | Ana Paula da Silva Freitas   | Lisboa          |               |
| 1973 | Carla Luisa dos Santos       | Lisboa          |               |
| 1972 | Iris Rosário dos Santos      | Moçambique      |               |
| 1971 | Celmira Pereira Bauleth      | Angola          |               |
| 1970 | Ana Maria Diogo Lucas        | Lisboa          |               |
| 1965 | Maria do Carmo P. Sancho     | Lisboa          |               |
| 1962 | Maria José Trindade Defolloy | Lisboa          |               |
| 1960 | Maria Teresa Mota Cardoso    | Lisboa          |               |